# Baxter (Tennessee)
Baxter is een plaats (town) in de Amerikaanse staat Tennessee, en valt bestuurlijk gezien onder Putnam County.

## Demografie
Bij de volkstelling in 2000 werd het aantal inwoners vastgesteld op 1279.
In 2006 is het aantal inwoners door het United States Census Bureau geschat op 1356, een stijging van 77 (6,0%).

## Geografie
Volgens het United States Census Bureau beslaat de plaats een oppervlakte van
4,8 km², geheel bestaande uit land. Baxter ligt op ongeveer 313 m boven zeeniveau.

## Plaatsen in de nabije omgeving
De onderstaande figuur toont nabijgelegen plaatsen in een straal van 28 km rond Baxter.